# Johannes Peter Meyer
Johannes Peter Meyer-Mendez (* 6. März 1909 in Randerath; † 24. Februar 1976 in Köln) war Erzbischof und Primas der Freikatholischen Kirche in Deutschland.

## Leben
Johannes Peter Meyer (auch Hans Meyer oder Mendez-Meyer) wurde in der römisch-katholischen Kirche getauft und später zum Diakon geweiht. Während des Zweiten Weltkriegs trat er im Sudetenland (Bistum Warnsdorf) zur Altkatholischen Kirche im Deutschen Reich über. Am 20. Dezember 1942 weihte ihn Bischof Alois Paschek in der altkatholischen Christuskirche im nordböhmischen Warnsdorf zum Priester.
Am 16. Juli 1955 wurde in Köln-Riehl die „Deutsche Katholische und Apostolische Kirche“ gegründet. Als ihr Bischof erwählte diese Kirche Meyer und ernannte ihn zu ihrem Primas von Deutschland. Am 30. August 1955 bestätigte Luis Fernando Castillo Méndez, Bischof und Patriarch von Caracas und Primas von Venezuela der „venezolanischen katholischen und apostolischen Kirche“ die Kirche und das Amt von Meyer. Mit erzbischöflichem Dekret Nr. 342 vom 5. Oktober 1958 erklärte Erzbischof und Primas Guilherme B.A. Boeing, Diözese Sao Paulo: „Unsere katholisch apostolische Missionskirche wird in die in Deutschland bestehende Freikatholische Kirche eingegliedert sowie mit allen übrigen Kirchen in Europa vereinigt, welche in dieser Freikatholischen Kirche in Deutschland zusammengeschlossen sind.“
Meyers Bischofsweihe erfolgte jedoch erst Jahre nach seiner Ernennung am 29. April 1962 und wurde von Cyprian Damgé (einem Sukzessionsträger der „Gallikanischen Weihen“) vorgenommen. Von ihm leitet die Freikatholische Kirche in Deutschland ihre Apostolische Sukzession her.
Bischof Meyer wirkte über den Kölner Bereich hinaus in einem Umkreis von 200 Kilometern. Er gehörte dem Karnevalsverein „Mauenheimer Muschele gegr. 1959“ als Senator an. In Köln gab es den Satz: „Keine Feier ohne Meyer.“ Meyer wohnte zwei Jahre zusammen mit den prominenten Persönlichkeiten Erzbischof Paulus Maas (Mariaviten-Orden) und dem alt-röm. katholischen Bischof Thiessen. 
Johannes Peter Meyer starb am 24. Februar 1976 im Alter von 67 Jahren in Köln. Seine Beisetzung erfolgte am 3. März 1976 auf dem Melaten-Friedhof. Sein Nachfolger war Erzbischof Hilarios Ungerer, der auch den Vorsitz der Bestattung übernahm.